# Władcy Kastylii

Herb władców Kastylii

## Hrabiowie Kastylii

### Hrabiowie wybierani
| #   | Imię                        |          | Lata życia | Lata życia                     | Czas rządów | Czas rządów | Rodzice                                       |
| #   | Imię                        | urodzony | zmarł      | od                             | do          |             | Rodzice                                       |
| --- | --------------------------- | -------- | ---------- | ------------------------------ | ----------- | ----------- | --------------------------------------------- |
| 1   | Rodrigo                     |          | ?          | 4 października/5 listopada 873 | 850/862     | 873         | Ramiro I, król Asturii (?) Urraka Paterna (?) |
| 2   | Diego Rodríguez Porcelos    |          | ?          | 885 (?)                        | 873         | 885         | Rodrigo Kastylijski ?                         |
| 3   | Nuño Núñez I de Castrogeriz |          | ?          | ok. 909                        | ok. 889     | ok. 901     | ?                                             |
| 4   | Gonzalo Téllez              |          | ?          | ok. 915                        | ok. 901     | ok. 904     | ?                                             |
| (3) | Nuño Núñez I de Castrogeriz |          | ?          | ok. 909                        | ok. 904     | ok. 909     | Nuño Muñoz (?) ?                              |
| 5   | Gonzalo Fernández           |          | ?          | 915                            | ok. 909     | 915         | Fernando Muñoz ?                              |
| 6   | Fernando I Ansúrez          |          | ?          | ok. 929                        | 916         | 920         | Ansur ?                                       |
| 7   | Nuño Fernández              |          | ?          | ?                              | ok. 920     | 926         | Fernando Muñoz ?                              |
| (6) | Fernando I Ansúrez          |          | ?          | ok. 929                        | 926         | ok. 929     | Ansur ?                                       |
| 8   | Gutier Núñez                |          | ?          | ?                              | ok. 929     | 931         | Nuño Fernández ?                              |

### Dynastia z Lary
| #   | Imię                  |          | Lata życia               | Lata życia     | Czas rządów | Czas rządów | Rodzice                                |
| #   | Imię                  | urodzony | zmarł                    | od             | do          |             | Rodzice                                |
| --- | --------------------- | -------- | ------------------------ | -------------- | ----------- | ----------- | -------------------------------------- |
| 9   | Ferdynand II Gonzalez |          | ok. 910 Castillo de Lara | 969/970 Burgos | 931         | 944         | Gonzalo Fernandez Muniadona            |
| 10  | Ansur Fernández       |          | ?                        | ?              | 944         | 945         | Fernando I Ansúrez ?                   |
| (9) | Ferdynand II Gonzalez |          | ok. 910 Castillo de Lara | 969/970 Burgos | 945         | 969/970     | Gonzalo Fernandez Muniadona            |
| 11  | Garcia I Fernandez    |          | ok. 938 Burgos           | 995 Medinaceli | 970         | 995         | Ferdynand II Gonzalez Sancha z Nawarry |
| 12  | Sancho I García       |          | ok. 965                  | 5 lutego 1017  | 995         | 1017        | Garcia I Fernandez Ava de Ribagorca    |
| 13  | Garcia II Sanchez     |          | 1009                     | 13 maja 1029   | 1017        | 1029        | Sancho I Garcia Urraka Gómez           |

### Dynastia Jimenez
| #  | Imię               |          | Lata życia | Lata życia           | Czas rządów | Czas rządów | Rodzice                                |
| #  | Imię               | urodzony | zmarł      | od                   | do          |             | Rodzice                                |
| -- | ------------------ | -------- | ---------- | -------------------- | ----------- | ----------- | -------------------------------------- |
| 14 | Ferdynand I Wielki |          | ok. 1016   | 27 grudnia 1065 Leon | 1029        | 1035        | Sancho III Wielki Muniadona z Kastylii |

## Królowie Kastylii

### Dynastia Jimenez
| #    | Imię               |          | Lata życia           | Lata życia                 | Czas rządów | Czas rządów | Rodzice                                |
| #    | Imię               | urodzony | zmarł                | od                         | do          |             | Rodzice                                |
| ---- | ------------------ | -------- | -------------------- | -------------------------- | ----------- | ----------- | -------------------------------------- |
| (14) | Ferdynand I Wielki |          | ok. 1016             | 27 grudnia 1065 Leon       | 1035        | 1065        | Sancho III Wielki Muniadona z Kastylii |
| 15   | Sancho II Mocny    |          | 1038 lub 1039 Zamora | 7 października 1072 Zamora | 1065        | 1072        | Ferdynand I Wielki Sancha z Leónu      |
| 16   | Alfons VI Mężny    |          | 1040/1               | 1 lipca 1109 Toledo        | 1072        | 1109        | Ferdynand I Wielki Sancha z Leónu      |
| 17   | Urraka             |          | 24 czerwca 1081 León | 8 marca 1126 Saldaña       | 1109        | 1126        | Alfons VI Mężny Konstancja Burgundzka  |

### Dynastia Burgundzka
| #  | Imię                   |          | Lata życia                                | Lata życia                         | Czas rządów         | Czas rządów         | Rodzice                                     |
| #  | Imię                   | urodzony | zmarł                                     | od                                 | do                  |                     | Rodzice                                     |
| -- | ---------------------- | -------- | ----------------------------------------- | ---------------------------------- | ------------------- | ------------------- | ------------------------------------------- |
| 18 | Alfons VII Imperator   |          | 1 marca 1105 Caldas de Reis               | 21 sierpnia 1157 Santa Elena       | 1126                | 1157                | Rajmund Burgundzki Urraka Kastylijska       |
| 19 | Sancho III Upragniony  |          | 1133/1134 Toledo                          | 31 sierpnia 1158 Toledo            | 21 sierpnia 1157    | 31 sierpnia 1158    | Alfons VII Imperator Berengaria z Barcelony |
| 20 | Alfons VIII Szlachetny |          | 11 listopada 1155 Soria                   | 5 października 1214 Gutierre-Muñoz | 31 sierpnia 1158    | 6 października 1214 | Sancho III Upragniony Blanka z Nawarry      |
| 21 | Henryk I               |          | 14 kwietnia 1204 Valladolid               | 6 czerwca 1217 Palencia            | 6 października 1214 | 6 czerwca 1217      | Alfons VIII Szlachetny Eleonora angielska   |
| 22 | Berengaria Kastylijska |          | 1179 lub 1180 Segovia                     | 8 listopada 1246 Las Huelgas       | 1217                | 1217 Abdykowała     | Alfons VIII Szlachetny Eleonora angielska   |
| 23 | Ferdynand III Święty   |          | 1199 lub 24 czerwca 1201 Peleas de Arriba | 30 maja 1252 Sewilla               | 1 lipca 1217        | 30 maja 1230        | Alfons IX Berengaria Kastylijska            |

Od 1230 wprowadzono unię Kastylii i Leónu, patrz dalej Władcy Kastylii-Leónu.